# From Hell (carta)

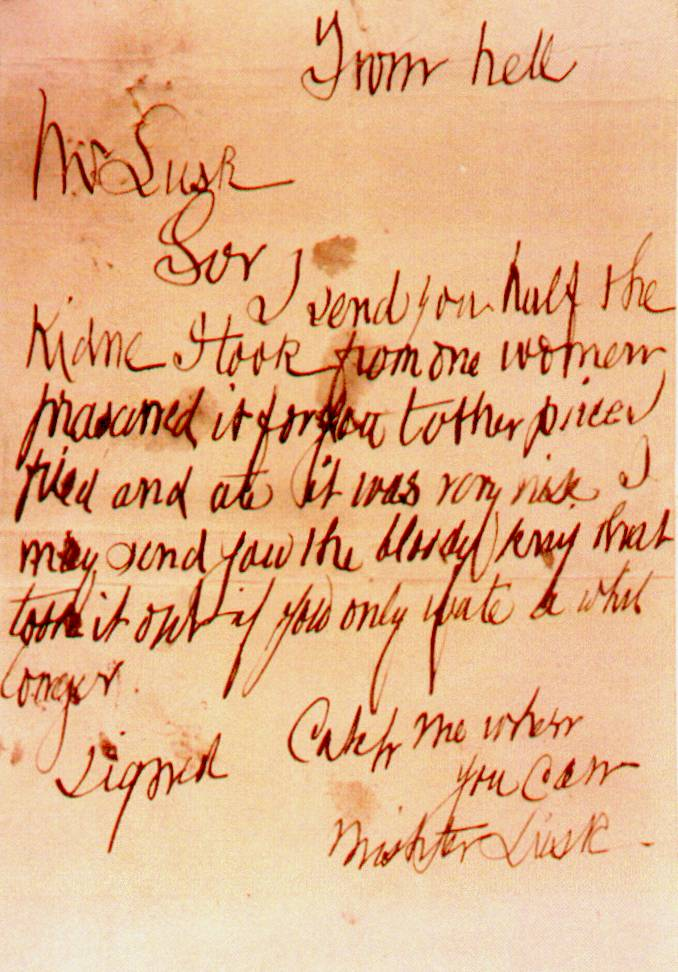
Carta "From Hell", hoy día desaparecida.

La carta "From Hell" (en español, Desde el infierno), se refiere a un mensaje franqueado por correo en 1888, y cuya autoría corresponde a una persona que afirmaba ser el asesino serial conocido como 'Jack el Destripador'.
Enviada por correo el 15 de octubre de 1888, esta carta fue recibida un día después por George Lusk, entonces presidente del llamado Whitechapel Vigilance Committee (en español, Comité de Vigilancia de Whitechapel).

## La carta

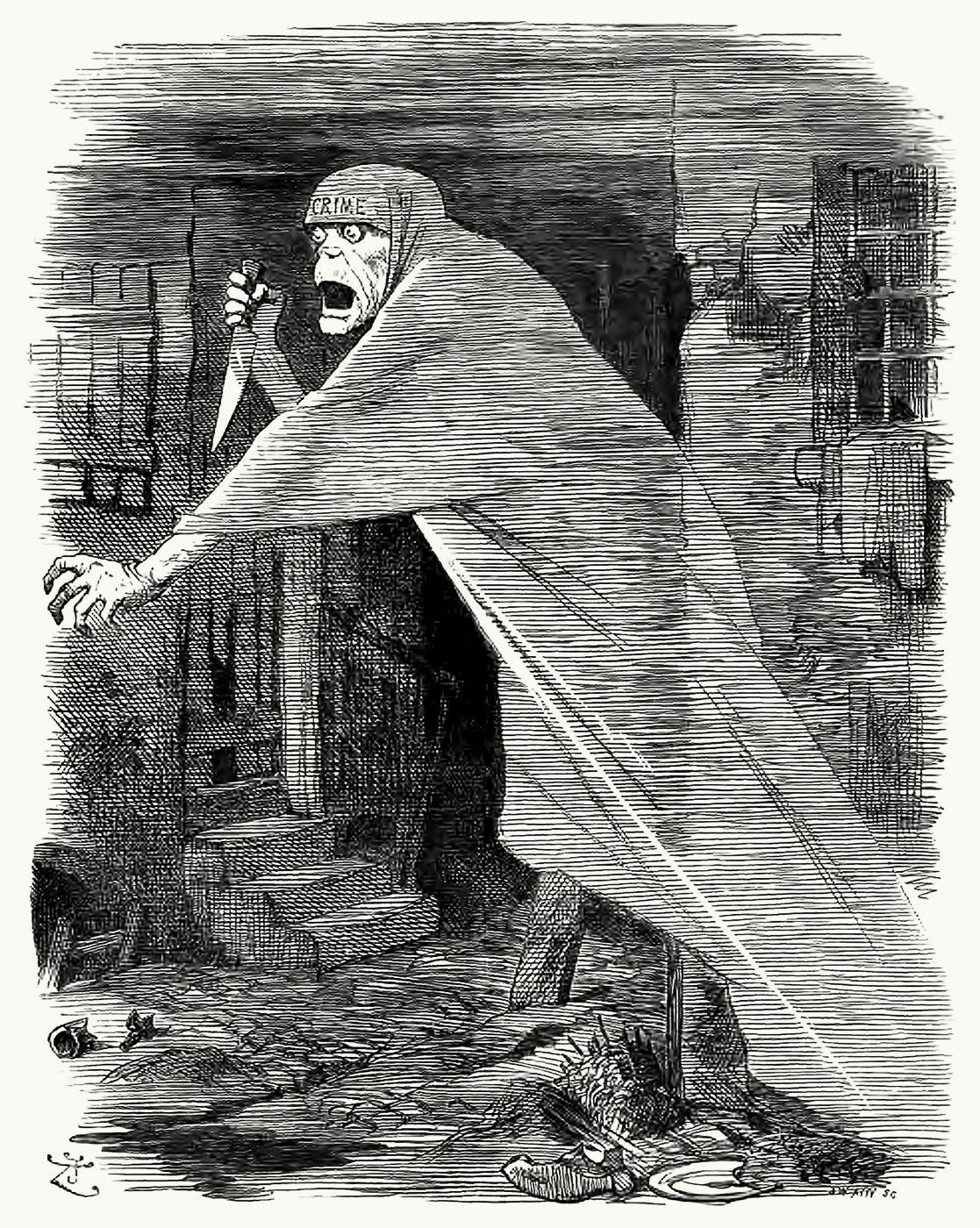
Némesis de la negligencia. Dibujo publicado en la revista Punch el 29 de septiembre de 1888.

El contenido de esa carta (en el original inglés) es el que seguidamente se indica:

From hell

Mr Lusk 

Sor

I send you half the 

Kidne I took from one women 

preserved it for you tother piece 

I fried and ate, it was very nise. I 

may send you the bloody knif that 

took it out if you only wate a whil 

longer.

signed 

Catch me when 

you Can 

Mishter Lusk sic.

La carta original, así como el riñón que lo acompañó, posteriormente se perdió junto con otros artículos del caso, que en un principio estuvieron preservados todos ellos en los archivos policiales. La imagen mostrada en esta página, arriba derecha, es de una fotografía tomada antes de la pérdida.
Esta célebre misiva ha inspirado obras literarias en el área del cómic, como por ejemplo la novela gráfica del mismo nombre guionizada por Alan Moore, y con dibujos de Eddie Campbell. También, es incluida en varias obras de ficción, como por ejemplo en la novela "La noche del Destripador" escrita por Robert Bloch, y en los thrillers "El segundo Asesino" y "El animal más peligroso", escritos respectivamente por Sarah Pinborough y Gabriel Pombo.

## Análisis
Aunque muchos cientos de cartas franqueadas contemporáneamente a los asesinatos, reclamaban o dejaban planteado haber sido escritas de puño y letra por el famoso asesino, muchos investigadores señalan que la carta que llamamos "Desde el Infierno" es posiblemente la que tiene más posibilidades de haber sido efectivamente escrita por Jack the Ripper. Cierto, el autor no firmó esa misiva con el ya reiterado seudónimo de "Jack el Destripador", pero precisamente ello es lo que le da a ésta cierta verosimilitud, y la distingue de los escritos anteriores Dear Boss y Saucy Jacky.
Además, la carta "From Hell" notoriamente fue escrita en un nivel léxico-intelectual muy inferior a las otras dos misivas, y aunque los eruditos puedan afirmar que ello pudo haber sido una estrategia deliberada del autor, llama la atención en este caso, la forma como el redactor escribió "la k" silenciosa en la palabra 'knif' y "la h" en la palabra 'whil'.
También esta carta se destaca más que cualquier otra, ya que fue entregada junto con una pequeña caja que contenía la mitad de lo que luego se determinó era un riñón humano preservado en alcohol. Y precisamente, he aquí que uno de los riñones de la víctima Catherine Eddowes fue extraído por el asesino, y no fue encontrado en la escena del crimen. Claro, la opinión médica en aquel tiempo también señalaba que el órgano en cuestión bien pudo haber sido adquirido por estudiantes médicos, y enviado con la carta como parte de una broma pesada y macabra.
El propio George Lusk, destinatario de la misiva, desconfió de la naturaleza de lo que se adjuntaba con la carta, por lo que guardó reserva respecto al específico contenido de la misma, hasta que finalmente los amigos lo presionaron para que informara sobre todos los detalles.

## Cartas de Jack el Destripador
- Carta « Dear Boss »
- Postal "Saucy Jacky"
- Carta de Openshaw